# دشت کنگری (بخش مرکزی ممسنی)
دشت کنگری یک روستا در ایران است که در دهستان بکش دو در شهرستان ممسنی واقع شده‌است. دشت کنگری ۵۵ نفر جمعیت دارد.